# New England Airlines
New England Airlines (mã IATA = EJ), mã ICAO = NEA) là hãng hàng không của Hoa Kỳ, trụ sở ở Westerly, Rhode Island. Căn cứ của hãng ở Sân bay Westerly State.

## Lịch sử
New England Airlines được thành lập và bắt đầu hoạt động từ năm 1970. Hãng có tuyến đường thường xuyên chở khách tới Block Island và các chuyến bay thuê bao trong nước.

## Các nơi đến
- Westerly, Rhode Island
- New Shoreham, Rhode Island
- Ngoài ra hãng có các chuyến bay thuê bao tới mọi nơi trong nước.

## Đội máy bay
(Tháng 11/2005):
- 3 Britten-Norman BN-2 Islander
- 1 Piper Piper Cherokee PA-28-181
- 3 Piper Piper Cherokee Six PA-32-300

## Tai nạn
- Ngày 28.11.1989: một máy bay Britten-Norman BN-2 Islander bay thuê bao tới Westerly đã bị rớt xuống biển cách từ 3 tới 5 dặm phía tây bắc Block Island. Tất cả tám người trên máy bay gồm 7 hành khách, hai con chó và 1 phi công đều tử nạn.[1]